# Vincenzo Bellavere
Vincenzo Bellavere (parfois orthographié Bell'haver, Bell'aver, Belaver), né à Venise en 1530 ou vers 1540-1541 et mort le 29 août 1587, est un compositeur italien de l'école vénitienne, auteur de nombreux madrigaux et de quelques œuvres dans le style polychoral vénitien.

## Œuvres
- Madrigali a cinque e sei voci, Venise, 1567
- Madrigali a cinque voci, Venise, 1575
- Madrigali a quattro e cinque voci
- Madrigali a sette voci

## Sources
- (en) « Vincenzo Bellavere » dans Stanley Sadie (éd.), The New Grove Dictionary of Music and Musicians, 20 vol., Londres, Macmillan, 1980,  (ISBN 1-56159-174-2)
- « Vincent Bell'haver » dans François-Joseph Fétis, Biographie universelle des musiciens, t. II, Fournier, 1835, p. 115